# Grotegaste

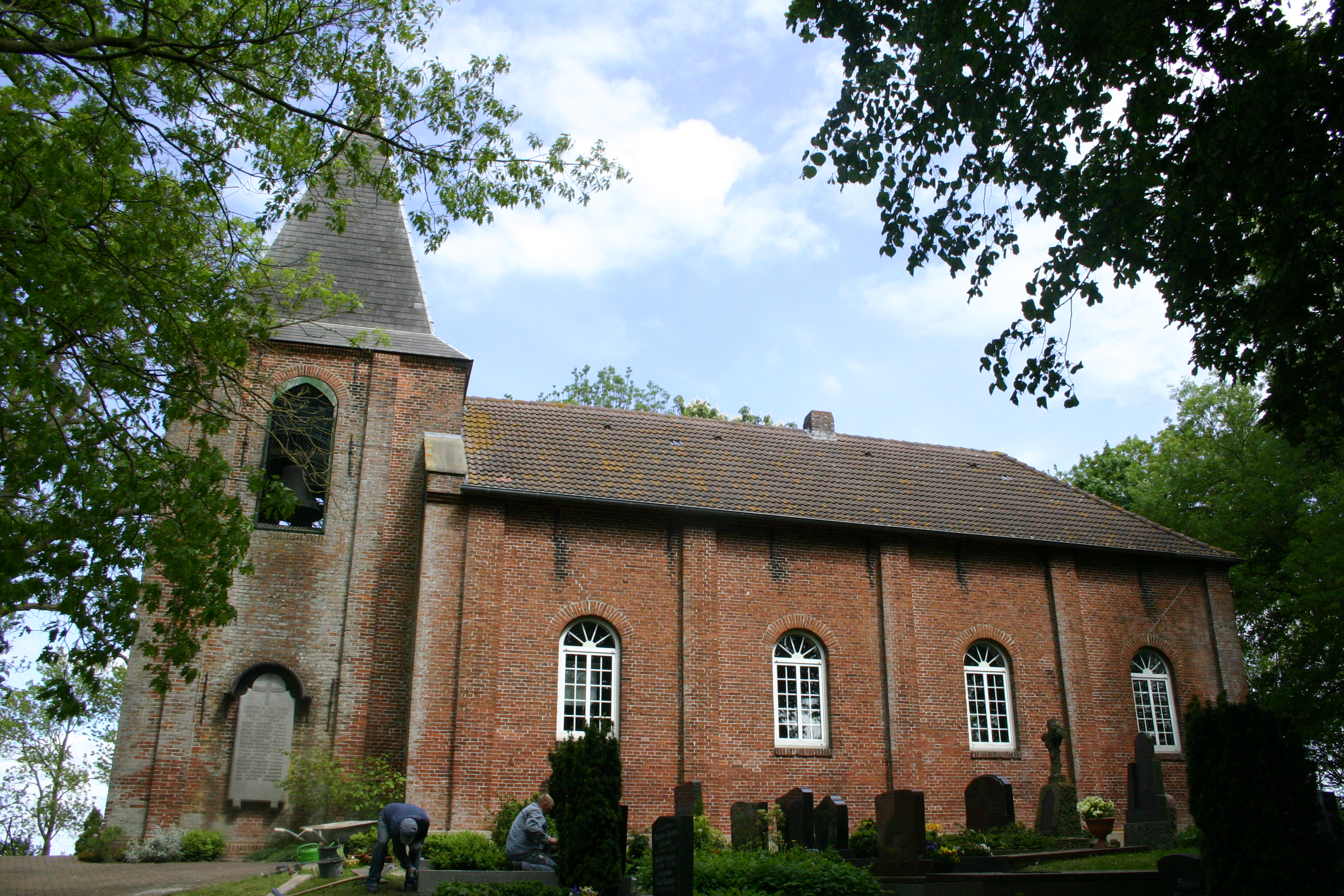
Reformierte Kirche in Grotegaste

Grotegaste ist ein Ort in der Gemeinde Westoverledingen im Landkreis Leer in Ostfriesland.

## Geschichte
In alten Zeiten wurde Grotegaste auch Halinga-Gast genannt. Später nach einer Glockeninschrift von 1352 wurde der Ort einst Allignara-Gast genannt.
Die heutige Kirche St. Johannes Baptist liegt auf einer Geestdurchragung und wurde 1819 im Stil des Klassizismus erbaut.
Am 1. Januar 1973 wurde Grotegaste in die neue Gemeinde Westoverledingen eingegliedert.
Der einst von der Landwirtschaft geprägte Ort, weist 2019 nur noch einen aktiven Landwirt aus.